# Чичиркозівка
Чичирко́зівка — село в Україні, у Ватутінській міській громаді Звенигородського району Черкаської області.
Село розташоване за 14 км на схід від районного центру — міста Звенигородка та за 7 км від залізничної станції Багачеве.

## Історія
Назва села походить від назви річки Чичир, яка протікає через село та першого поселенця із прізвищем Коза.
У селі була Свято-Миколаївська церква, а перед нею розташована церковноприходська школа в якій працював лише один учитель.
Л. Похилевич згадує у книзі «Сказання про населені місцевості Київської губернії»:
|  | Чирикозівка, село за чотири версти від Стецівки по струмку Чичир, що впадає в річку Шполку. Мешканців обох статей 783. |

До 1917 року село належало поміщиці Білявській, яка мала 700 га землі.
З 1917 по 1923 роки влада переходила то до Української Народної Республіки, то до червоних більшовиків.
З 1923 року владу в селі остаточно взяли червоні комісари.
Село постраждало внаслідок геноциду українського народу, проведеного радянським окупаційним урядом 1932—1933 та 1946–1947 роках. Під час організованого більшовиками голоду 1933 року померло близько 200 осіб.
Навесні 1930 року всі одноосібні господарства були примусово об'єднані в артіль «Плугатар». Згодом було створено колгосп, який до радянсько-німецької війни займав одне із передових місць в районі. Але й були такі хто не бажав іти в колгосп, це перш за все заможні селяни. 
28 серпня 1941 року село було окуповане нацистами. 220 мешканців села брали участь у боях Другої світової війни, 123 з них загинули, 104 нагороджені орденами й медалями. Воїнам, що загинули при відвоюванні, встановлено пам'ятник.
Станом на початок 70-х років ХХ століття в селі розміщувалась рільнича бригада колгоспу імені Калініна.
Також на той час працювали восьмирічна школа, клуб, бібліотека, фельдшерсько-акушерський пункт.
На околиці села виявлено залишки поселення трипільської культури та курганний могильгик ранньоскіфських часів.

### Сучасність
В селі діють фермерські господарства, працюють загальноосвітня школа, фельдшерсько-акушерський пункт, бібліотека, клуб.

## Населення

### Мовний склад
Рідна мова населення за даними перепису 2001 року:
| Мова       | Чисельність, осіб | Доля     |
| ---------- | ----------------- | -------- |
| Українська | 668               | 99,11 %  |
| Інше       | 6                 | 0,89 %   |
| Разом      | 674               | 100,00 % |